# Mistrovství světa v orientačním běhu 2010
27. Mistrovství světa v orientačním běhu 2010 proběhlo v Norsku s centrem ve městě Trondheim (kraj Trøndelag), v termínu 7. až 15. srpna. Hlavním pořadatelem byla Norská federace orientačního běhu (Norges Orienteringsforbund) spolupracující se sedmi lokálními kluby.
Česká televize připravila zpravodajství z mistrovství:
- Přímý přenos ze sprintu (124 minut)
- Souhrn závodů (25 minut)

## Program závodů
| Den       | Závod                | Centrum závodu                        |
| --------- | -------------------- | ------------------------------------- |
| 8. srpna  | Kvalifikace - Sprint | Trondheim (Sverresborg Museum)        |
| 8. srpna  | Finále - Sprint      | Trondheim (City centre square)        |
| 9. srpna  | Kvalifikace - Middle | Jervskogen (Jervskogen ski centre)    |
| 10. srpna | Kvalifikace - Long   | Jervskogen (Jervskogen ski centre)    |
| 12. srpna | Finále - Long        | Leinstrandmarka (Granåsen ski centre) |
| 14. srpna | Finále - Middle      | Leinstrandmarka (Granåsen ski centre) |
| 15. srpna | Štafety              | Leinstrandmarka (Granåsen ski centre) |

### Nominace České republiky

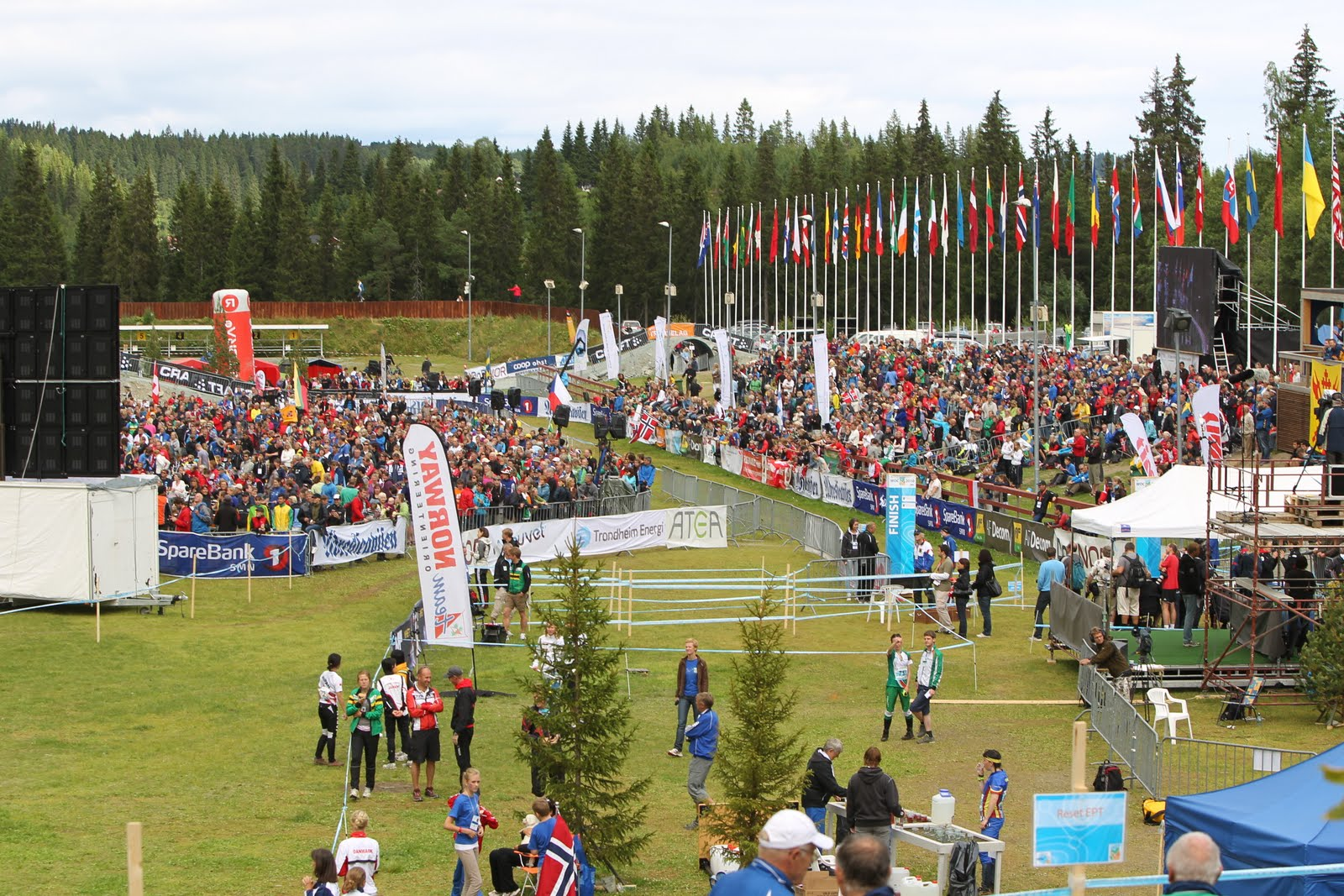
Centrum závodů v prostoru Granåsen ski centre.

Nominační závody české reprezentace proběhly 19. - 26. června 2010 v norském Trondheimu za účasti A i B týmů.
Nominováni byli:
Ženy:  Dana Brožková 1981 (SC Jičín), Eva Juřeníková 1978 (Domnarvets GoIF), Vendula Klechová 1981 (Halden SK), Šárka Svobodná 1988 (Kotlářka Praha), Iveta Duchová 1986 (Lokomotiva Pardubice). Poslední volné místo na krátké trati si zajistila po akademickém MS Radka Brožková 1984 (SC Jičín).
Muži:  Tomáš Dlabaja 1983 (Žabovřesky Brno), Adam Chromý 1988 (Žabovřesky Brno), Jan Procházka 1984 (Praga Praha), Michal Smola 1981 (SKOB Zlín), Jan Šedivý 1984 (Praga Praha). Necestujícím náhradníkem je Štěpán Kodeda 1988 (SC Jičín).

## Závod ve sprintu

### Výsledky sprintu
| Muži                                                                                | Muži                                                                                | Muži                                                                                | Muži                                                                                | Muži                                                                                | Ženy                                                                               | Ženy                                                                               | Ženy                                                                               | Ženy                                                                               | Ženy                                                                               |
| ----------------------------------------------------------------------------------- | ----------------------------------------------------------------------------------- | ----------------------------------------------------------------------------------- | ----------------------------------------------------------------------------------- | ----------------------------------------------------------------------------------- | ---------------------------------------------------------------------------------- | ---------------------------------------------------------------------------------- | ---------------------------------------------------------------------------------- | ---------------------------------------------------------------------------------- | ---------------------------------------------------------------------------------- |
| - 2,7 km, 21 kontrol, 100m převýšení - mapa: Kristiansten festning 1: 4 000 E 2,5 m | - 2,7 km, 21 kontrol, 100m převýšení - mapa: Kristiansten festning 1: 4 000 E 2,5 m | - 2,7 km, 21 kontrol, 100m převýšení - mapa: Kristiansten festning 1: 4 000 E 2,5 m | - 2,7 km, 21 kontrol, 100m převýšení - mapa: Kristiansten festning 1: 4 000 E 2,5 m | - 2,7 km, 21 kontrol, 100m převýšení - mapa: Kristiansten festning 1: 4 000 E 2,5 m | - 2,6 km, 21 kontrol, 75m převýšení - mapa: Kristiansten festning 1: 4 000 E 2,5 m | - 2,6 km, 21 kontrol, 75m převýšení - mapa: Kristiansten festning 1: 4 000 E 2,5 m | - 2,6 km, 21 kontrol, 75m převýšení - mapa: Kristiansten festning 1: 4 000 E 2,5 m | - 2,6 km, 21 kontrol, 75m převýšení - mapa: Kristiansten festning 1: 4 000 E 2,5 m | - 2,6 km, 21 kontrol, 75m převýšení - mapa: Kristiansten festning 1: 4 000 E 2,5 m |
| Umístění                                                                            | Země                                                                                | Jméno                                                                               | Čas                                                                                 | Ztráta                                                                              | Umístění                                                                           | Země                                                                               | Jméno                                                                              | Čas                                                                                | Ztráta                                                                             |
|                                                                                     | Švýcarsko                                                                           | Matthias Müller                                                                     | 16:10,9                                                                             |                                                                                     |                                                                                    | Švýcarsko                                                                          | Simone Niggli-Luderová                                                             | 16:06,2                                                                            |                                                                                    |
|                                                                                     | Švýcarsko                                                                           | Fabian Hertner                                                                      | 16:13,2                                                                             | + 00:02,3                                                                           |                                                                                    | Švédsko                                                                            | Helena Janssonová                                                                  | 16:06,9                                                                            | + 00:00,7                                                                          |
|                                                                                     | Francie                                                                             | Frédéric Tranchand                                                                  | 16:13,3                                                                             | + 00:02,4                                                                           |                                                                                    | Norsko                                                                             | Marianne Andersenová                                                               | 16:12,1                                                                            | + 00:05,9                                                                          |
| 13.                                                                                 | Česko                                                                               | Michal Smola                                                                        | 16:50,1                                                                             | + 00:39,2                                                                           | 6.                                                                                 | Česko                                                                              | Eva Juřeníková                                                                     | 16:56,5                                                                            | + 00:50,3                                                                          |
| 15.                                                                                 | Česko                                                                               | Jan Procházka                                                                       | 16:51,7                                                                             | + 00:40,8                                                                           | 12.                                                                                | Česko                                                                              | Dana Brožková                                                                      | 17:11,8                                                                            | + 01:05,6                                                                          |
| 27.                                                                                 | Česko                                                                               | Tomáš Dlabaja                                                                       | 17:26,8                                                                             | + 01:15,9                                                                           | 23.                                                                                | Česko                                                                              | Šárka Svobodná                                                                     | 18:14,8                                                                            | + 02:08,6                                                                          |
| Oficiální výsledky: Muži a Ženy                                                     |                                                                                     |                                                                                     |                                                                                     |                                                                                     |                                                                                    |                                                                                    |                                                                                    |                                                                                    |                                                                                    |

## Závod na krátké trati (Middle)

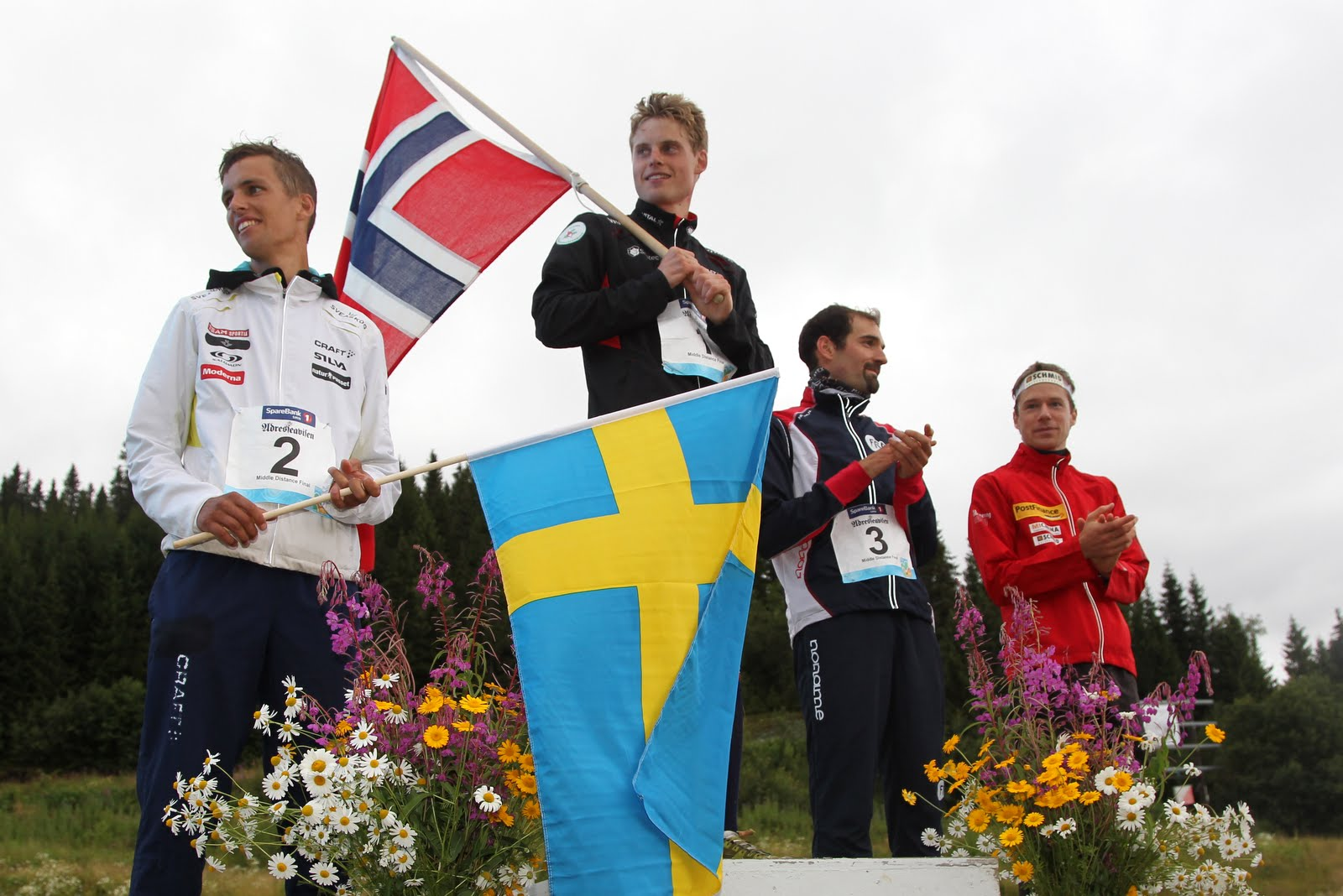
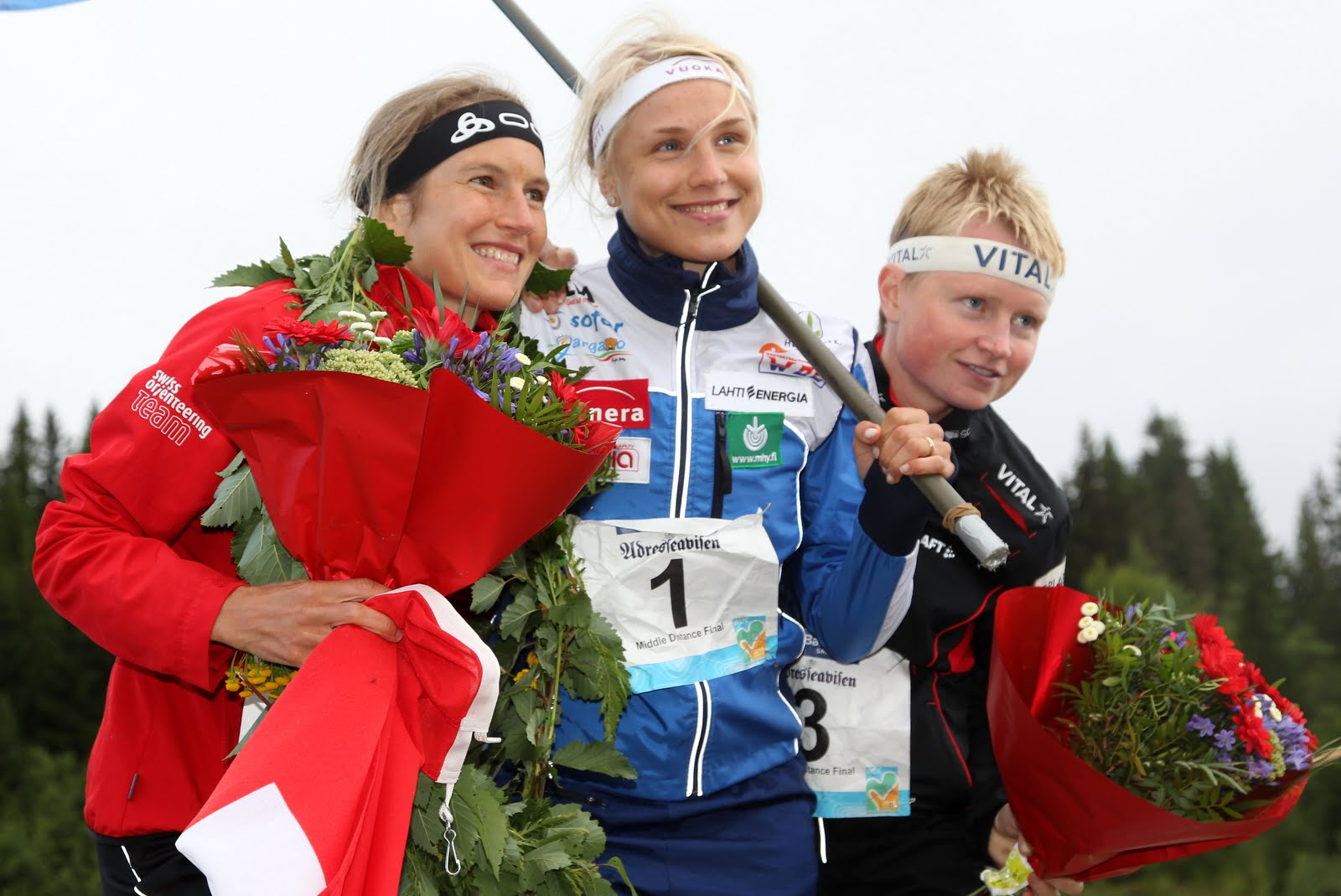

### Výsledky závodu na krátké trati (Middle)
| Muži                                                                 | Muži                                                                 | Muži                                                                 | Muži                                                                 | Muži                                                                 | Ženy                                                                  | Ženy                                                                  | Ženy                                                                  | Ženy                                                                  | Ženy                                                                  |
| -------------------------------------------------------------------- | -------------------------------------------------------------------- | -------------------------------------------------------------------- | -------------------------------------------------------------------- | -------------------------------------------------------------------- | --------------------------------------------------------------------- | --------------------------------------------------------------------- | --------------------------------------------------------------------- | --------------------------------------------------------------------- | --------------------------------------------------------------------- |
| - 5,4 km, 20 kontrol, 240m převýšení - mapa: Smistad 1: 10 000 E 5 m | - 5,4 km, 20 kontrol, 240m převýšení - mapa: Smistad 1: 10 000 E 5 m | - 5,4 km, 20 kontrol, 240m převýšení - mapa: Smistad 1: 10 000 E 5 m | - 5,4 km, 20 kontrol, 240m převýšení - mapa: Smistad 1: 10 000 E 5 m | - 5,4 km, 20 kontrol, 240m převýšení - mapa: Smistad 1: 10 000 E 5 m | - 4,53 km, 17 kontrol, 190m převýšení. - mapa Smistad 1: 10 000 E 5 m | - 4,53 km, 17 kontrol, 190m převýšení. - mapa Smistad 1: 10 000 E 5 m | - 4,53 km, 17 kontrol, 190m převýšení. - mapa Smistad 1: 10 000 E 5 m | - 4,53 km, 17 kontrol, 190m převýšení. - mapa Smistad 1: 10 000 E 5 m | - 4,53 km, 17 kontrol, 190m převýšení. - mapa Smistad 1: 10 000 E 5 m |
| Umístění                                                             | Země                                                                 | Jméno                                                                | Čas                                                                  | Ztráta                                                               | Umístění                                                              | Země                                                                  | Jméno                                                                 | Čas                                                                   | Ztráta                                                                |
|                                                                      | Norsko                                                               | Carl Waaler Kaas                                                     | 30:33                                                                |                                                                      |                                                                       | Finsko                                                                | Minna Kauppiová                                                       | 30:01                                                                 |                                                                       |
|                                                                      | Švédsko                                                              | Peter Öberg                                                          | 30:40                                                                | +00:07                                                               |                                                                       | Švýcarsko                                                             | Simone Niggli-Luderová                                                | 30:21                                                                 | +00:20                                                                |
|                                                                      | Švýcarsko Francie                                                    | Daniel Hubmann Thierry Gueorgiou                                     | 31:12                                                                | +00:39                                                               |                                                                       | Norsko                                                                | Marianne Andersenová                                                  | 30:57                                                                 | +00:56                                                                |
| 18.                                                                  | Česko                                                                | Tomáš Dlabaja                                                        | 34:17                                                                | +03:44                                                               | 9.                                                                    | Česko                                                                 | Dana Brožková                                                         | 33:16                                                                 | +03:15                                                                |
| 24.                                                                  | Česko                                                                | Jan Šedivý                                                           | 35:26                                                                | +04:53                                                               | 15.                                                                   | Česko                                                                 | Vendula Klechová                                                      | 35:08                                                                 | +05:06                                                                |
| Kval.                                                                | Česko                                                                | Adam Chromý                                                          |                                                                      |                                                                      | 25.                                                                   | Česko                                                                 | Radka Brožková                                                        | 37:50                                                                 | +07:49                                                                |
|                                                                      |                                                                      |                                                                      |                                                                      |                                                                      | 26.                                                                   | Česko                                                                 | Iveta Duchová                                                         | 37:57                                                                 | +07:56                                                                |
| Oficiální výsledky: Muži[nedostupný zdroj] a Ženy[nedostupný zdroj]  |                                                                      |                                                                      |                                                                      |                                                                      |                                                                       |                                                                       |                                                                       |                                                                       |                                                                       |

## Závod na klasické trati (Long)

### Výsledky závodu na klasické trati (Long)
| Muži                                                                          | Muži                                                                          | Muži                                                                          | Muži                                                                          | Muži                                                                          | Ženy                                                                         | Ženy                                                                         | Ženy                                                                         | Ženy                                                                         | Ženy                                                                         |
| ----------------------------------------------------------------------------- | ----------------------------------------------------------------------------- | ----------------------------------------------------------------------------- | ----------------------------------------------------------------------------- | ----------------------------------------------------------------------------- | ---------------------------------------------------------------------------- | ---------------------------------------------------------------------------- | ---------------------------------------------------------------------------- | ---------------------------------------------------------------------------- | ---------------------------------------------------------------------------- |
| - 15,1 km, 29 kontrol, 770m převýšení - mapa: Leinstrandmarka 1: 15 000 E 5 m | - 15,1 km, 29 kontrol, 770m převýšení - mapa: Leinstrandmarka 1: 15 000 E 5 m | - 15,1 km, 29 kontrol, 770m převýšení - mapa: Leinstrandmarka 1: 15 000 E 5 m | - 15,1 km, 29 kontrol, 770m převýšení - mapa: Leinstrandmarka 1: 15 000 E 5 m | - 15,1 km, 29 kontrol, 770m převýšení - mapa: Leinstrandmarka 1: 15 000 E 5 m | - 9,9 km, 23 kontrol, 530m převýšení - mapa: Leinstrandmarka 1: 15 000 E 5 m | - 9,9 km, 23 kontrol, 530m převýšení - mapa: Leinstrandmarka 1: 15 000 E 5 m | - 9,9 km, 23 kontrol, 530m převýšení - mapa: Leinstrandmarka 1: 15 000 E 5 m | - 9,9 km, 23 kontrol, 530m převýšení - mapa: Leinstrandmarka 1: 15 000 E 5 m | - 9,9 km, 23 kontrol, 530m převýšení - mapa: Leinstrandmarka 1: 15 000 E 5 m |
| Umístění                                                                      | Země                                                                          | Jméno                                                                         | Čas                                                                           | Ztráta                                                                        | Umístění                                                                     | Země                                                                         | Jméno                                                                        | Čas                                                                          | Ztráta                                                                       |
|                                                                               | Norsko                                                                        | Olav Lundanes                                                                 | 1.32:41                                                                       |                                                                               |                                                                              | Švýcarsko                                                                    | Simone Niggli-Luderová                                                       | 1.12:49                                                                      |                                                                              |
|                                                                               | Norsko                                                                        | Anders Nordberg                                                               | 1.33:21                                                                       | +00:40                                                                        |                                                                              | Norsko                                                                       | Marianne Andersenová                                                         | 1.15:02                                                                      | +02:13                                                                       |
|                                                                               | Francie                                                                       | Thierry Gueorgiou                                                             | 1.36:21                                                                       | +03:40                                                                        |                                                                              | Švédsko                                                                      | Emma Claessonová                                                             | 1.15:07                                                                      | +02:18                                                                       |
| 16.                                                                           | Česko                                                                         | Jan Procházka                                                                 | 1.44:18                                                                       | +11:37                                                                        | 10.                                                                          | Česko                                                                        | Eva Juřeníková                                                               | 1.20:15                                                                      | +07:26                                                                       |
| 29.                                                                           | Česko                                                                         | Michal Smola                                                                  | 1.47:39                                                                       | +14:58                                                                        | 14.                                                                          | Česko                                                                        | Vendula Klechová                                                             | 1.24:00                                                                      | +11:11                                                                       |
| 34.                                                                           | Česko                                                                         | Jan Šedivý                                                                    | 1.53:38                                                                       | +20:57                                                                        | 19.                                                                          | Česko                                                                        | Dana Brožková                                                                | 1.26:51                                                                      | +14:02                                                                       |
| Oficiální výsledky: Muži[nedostupný zdroj] a Ženy[nedostupný zdroj]           |                                                                               |                                                                               |                                                                               |                                                                               |                                                                              |                                                                              |                                                                              |                                                                              |                                                                              |

## Štafetový závod

### Výsledky štafetového závodu

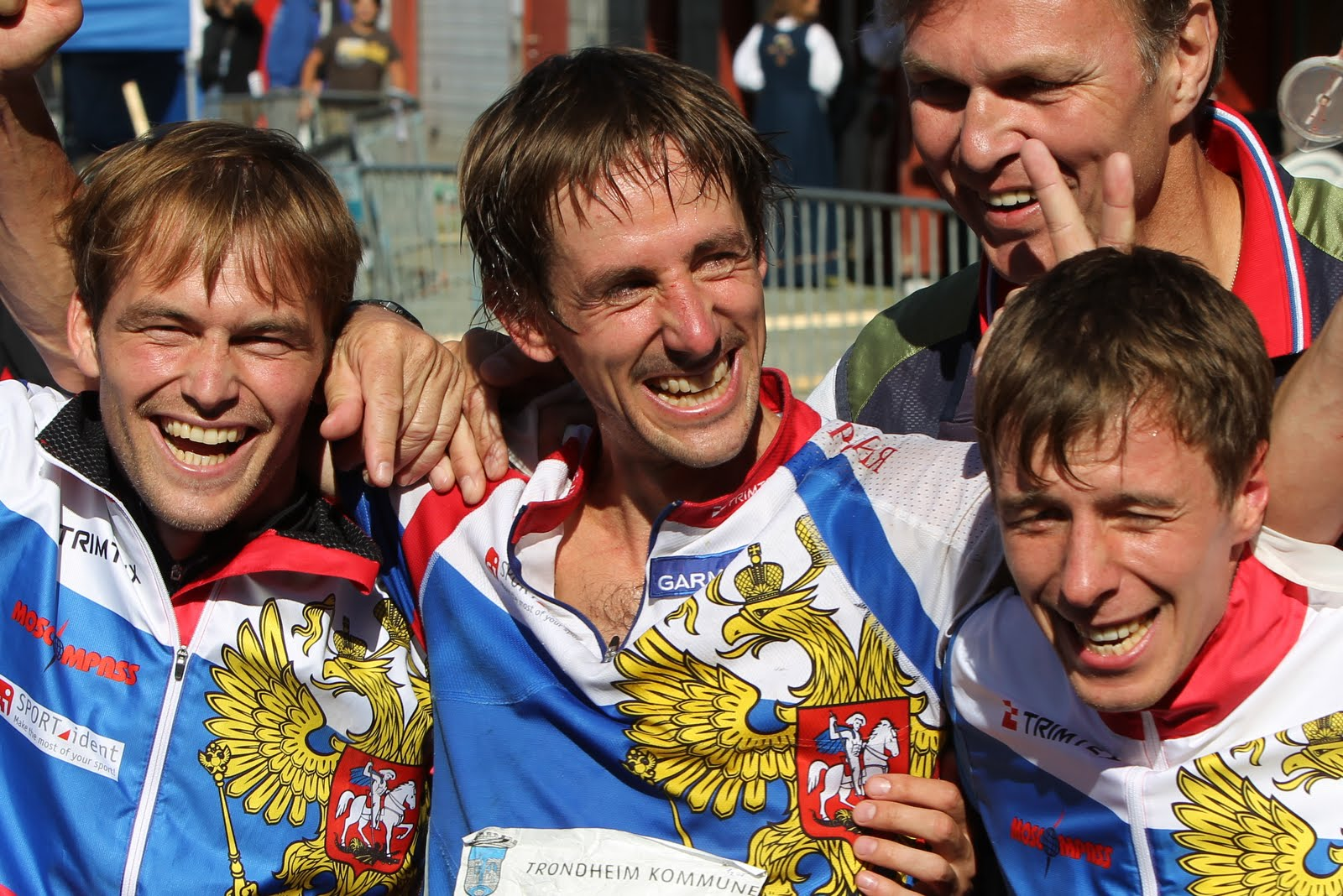
Vítězné ruské trio (Andrej Chramov, Valentin Novikov, Dmitrij Cvetkov)

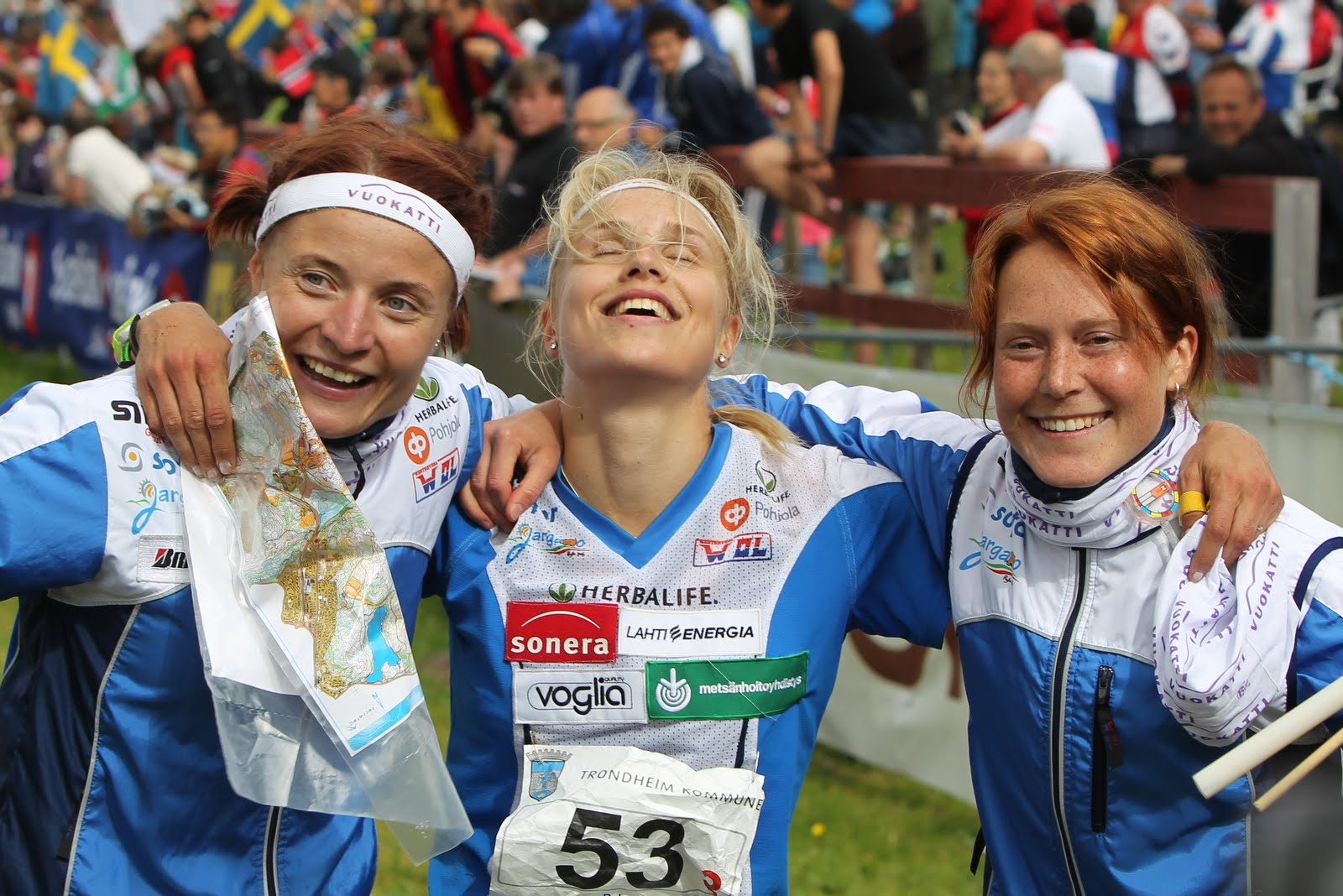
Vítězná štafeta Finska ve složení (Anni-Maija Finckeová, Merja Rantanenová, Minna Kauppiová)

| Muži | Muži | Muži | Muži | Muži | Ženy | Ženy | Ženy | Ženy | Ženy |
| --- | --- | --- | --- | --- | --- | --- | --- | --- | --- |
| - 1. úsek: 5,4 km, 13–14 kontrol, 215–235m převýšení - 2. úsek: 9 km, 26–27 kontrol, 435–455m převýšení - 3. úsek: 9 km, 26–27 kontrol, 435–455m převýšení - mapa: Granåsen Frøset 1: 10 000 E 5 m | - 1. úsek: 5,4 km, 13–14 kontrol, 215–235m převýšení - 2. úsek: 9 km, 26–27 kontrol, 435–455m převýšení - 3. úsek: 9 km, 26–27 kontrol, 435–455m převýšení - mapa: Granåsen Frøset 1: 10 000 E 5 m | - 1. úsek: 5,4 km, 13–14 kontrol, 215–235m převýšení - 2. úsek: 9 km, 26–27 kontrol, 435–455m převýšení - 3. úsek: 9 km, 26–27 kontrol, 435–455m převýšení - mapa: Granåsen Frøset 1: 10 000 E 5 m | - 1. úsek: 5,4 km, 13–14 kontrol, 215–235m převýšení - 2. úsek: 9 km, 26–27 kontrol, 435–455m převýšení - 3. úsek: 9 km, 26–27 kontrol, 435–455m převýšení - mapa: Granåsen Frøset 1: 10 000 E 5 m | - 1. úsek: 5,4 km, 13–14 kontrol, 215–235m převýšení - 2. úsek: 9 km, 26–27 kontrol, 435–455m převýšení - 3. úsek: 9 km, 26–27 kontrol, 435–455m převýšení - mapa: Granåsen Frøset 1: 10 000 E 5 m | - 1. úsek: 4,7 km, 12 kontrol, 195–210m převýšení - 2. úsek: 6,3 km, 21 kontrol, 305–330m převýšení - 3. úsek: 6,3 km, 22 kontrol, 330–350m převýšení - mapa: Granåsen Frøset 1: 10 000 E 5 m | - 1. úsek: 4,7 km, 12 kontrol, 195–210m převýšení - 2. úsek: 6,3 km, 21 kontrol, 305–330m převýšení - 3. úsek: 6,3 km, 22 kontrol, 330–350m převýšení - mapa: Granåsen Frøset 1: 10 000 E 5 m | - 1. úsek: 4,7 km, 12 kontrol, 195–210m převýšení - 2. úsek: 6,3 km, 21 kontrol, 305–330m převýšení - 3. úsek: 6,3 km, 22 kontrol, 330–350m převýšení - mapa: Granåsen Frøset 1: 10 000 E 5 m | - 1. úsek: 4,7 km, 12 kontrol, 195–210m převýšení - 2. úsek: 6,3 km, 21 kontrol, 305–330m převýšení - 3. úsek: 6,3 km, 22 kontrol, 330–350m převýšení - mapa: Granåsen Frøset 1: 10 000 E 5 m | - 1. úsek: 4,7 km, 12 kontrol, 195–210m převýšení - 2. úsek: 6,3 km, 21 kontrol, 305–330m převýšení - 3. úsek: 6,3 km, 22 kontrol, 330–350m převýšení - mapa: Granåsen Frøset 1: 10 000 E 5 m |
| Umístění | Země | Jméno | Čas | Ztráta | Umístění | Země | Jméno | Čas | Ztráta |
| | Rusko | Andrej Chramov Dmitrij Cvetkov Valentin Novikov | 2.09:51 | | | Finsko | Anni-Maija Finckeová Merja Rantanenová Minna Kauppiová | 1.59:04 | |
| | Norsko | Carl Waaler Kaas Audun Weltzien Olav Lundanes | 2.10:34 | +00:43 | | Norsko | Elise Egsethová Anne Margrethe Hauskenová Marianne Andersenová | 1.59:15 | +00:11 |
| | Švýcarsko | Daniel Hubmann Matthias Müller Matthias Merz | 2.11:03 | +01:12 | | Švédsko | Annika Billstamová Emma Claessonová Helena Janssonová | 2.00:19 | +01:15 |
| 5. | Česko | Tomáš Dlabaja Jan Procházka Michal Smola | 2.11:58 | +02:07 | 6. | Česko | Vendula Klechová Eva Juřeníková Dana Brožková | 2.06:44 | +07:40 |
| Oficiální výsledky: Muži a Ženy | | | | | | | | | |

## Fotogalerie českých závodníků

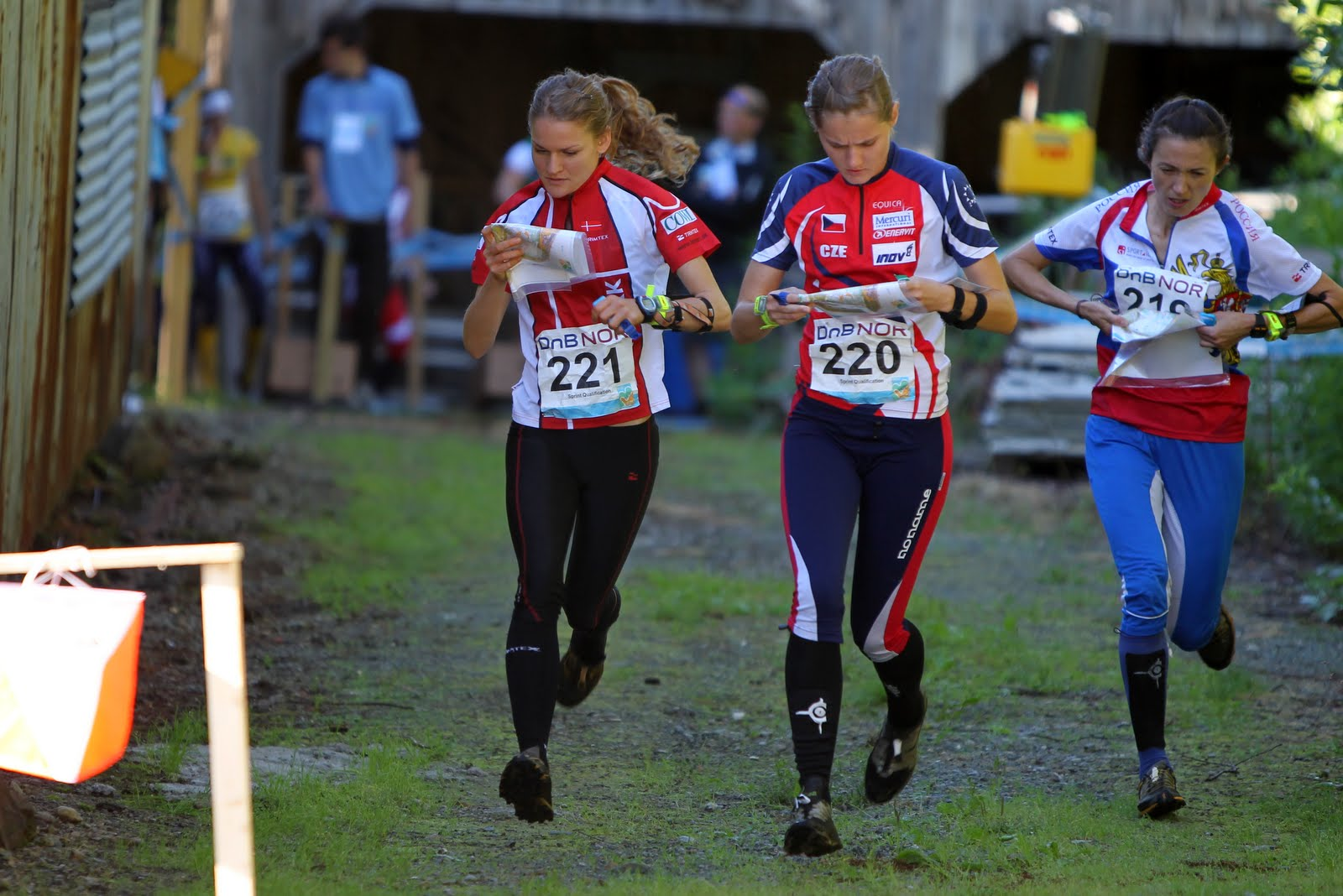
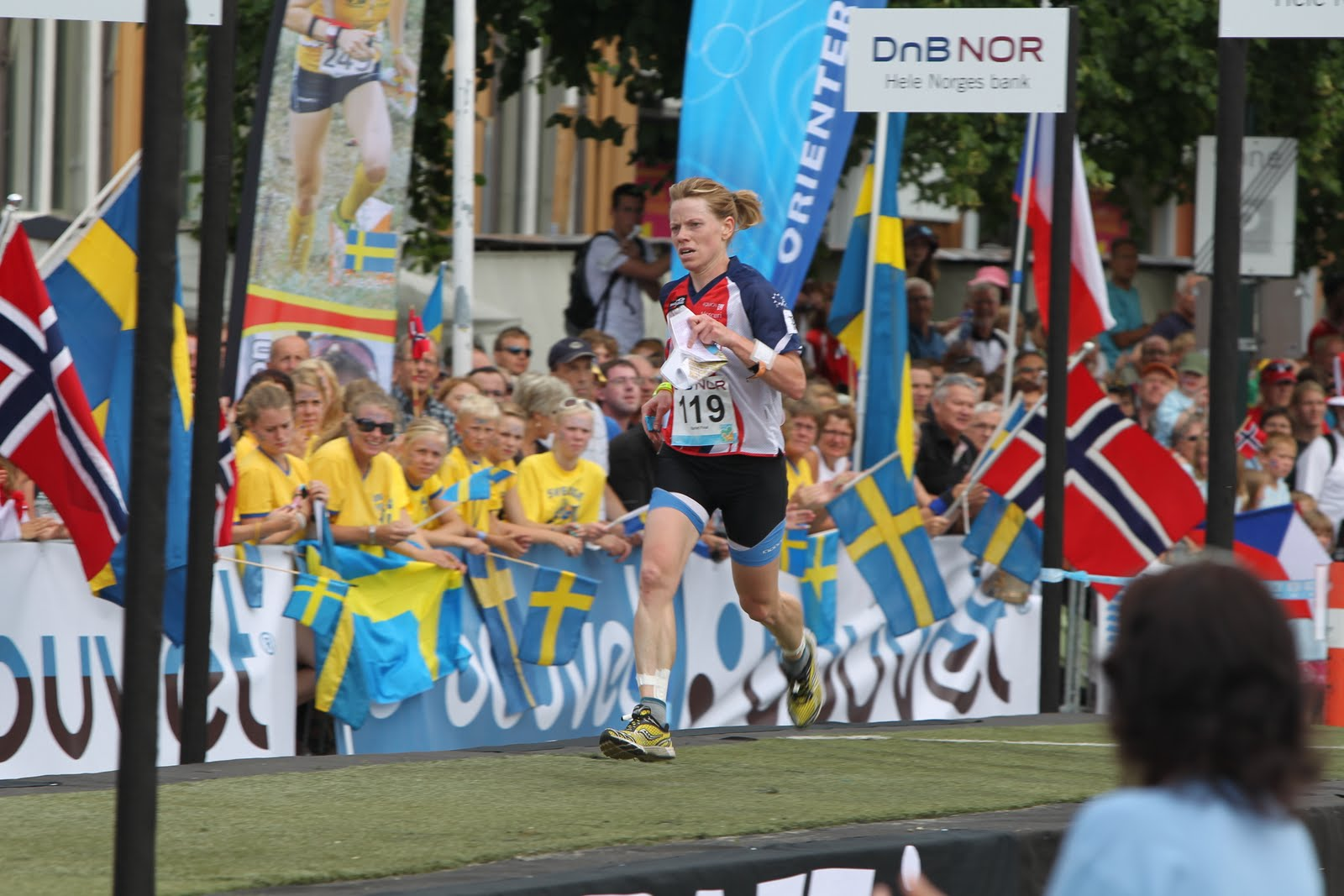
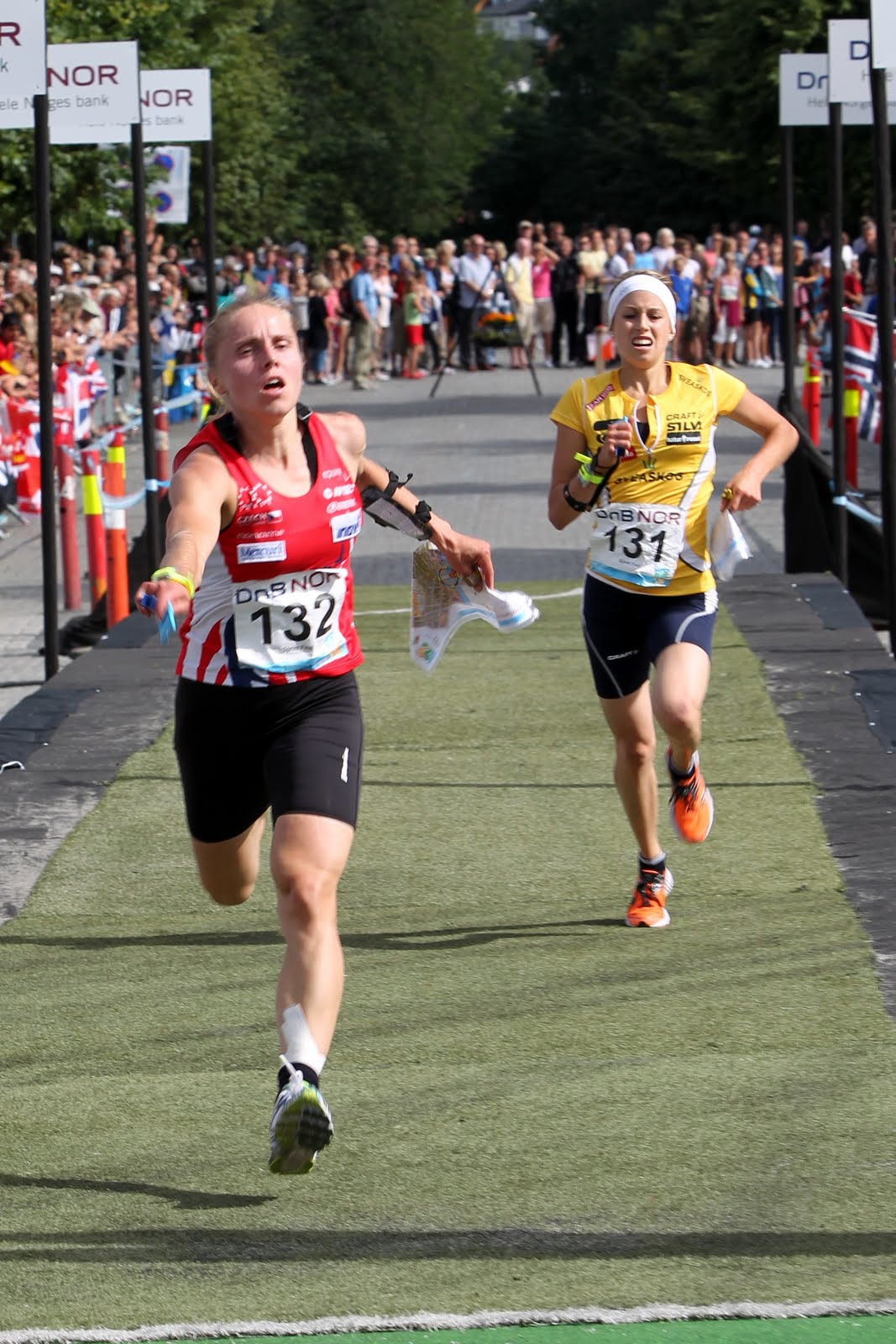
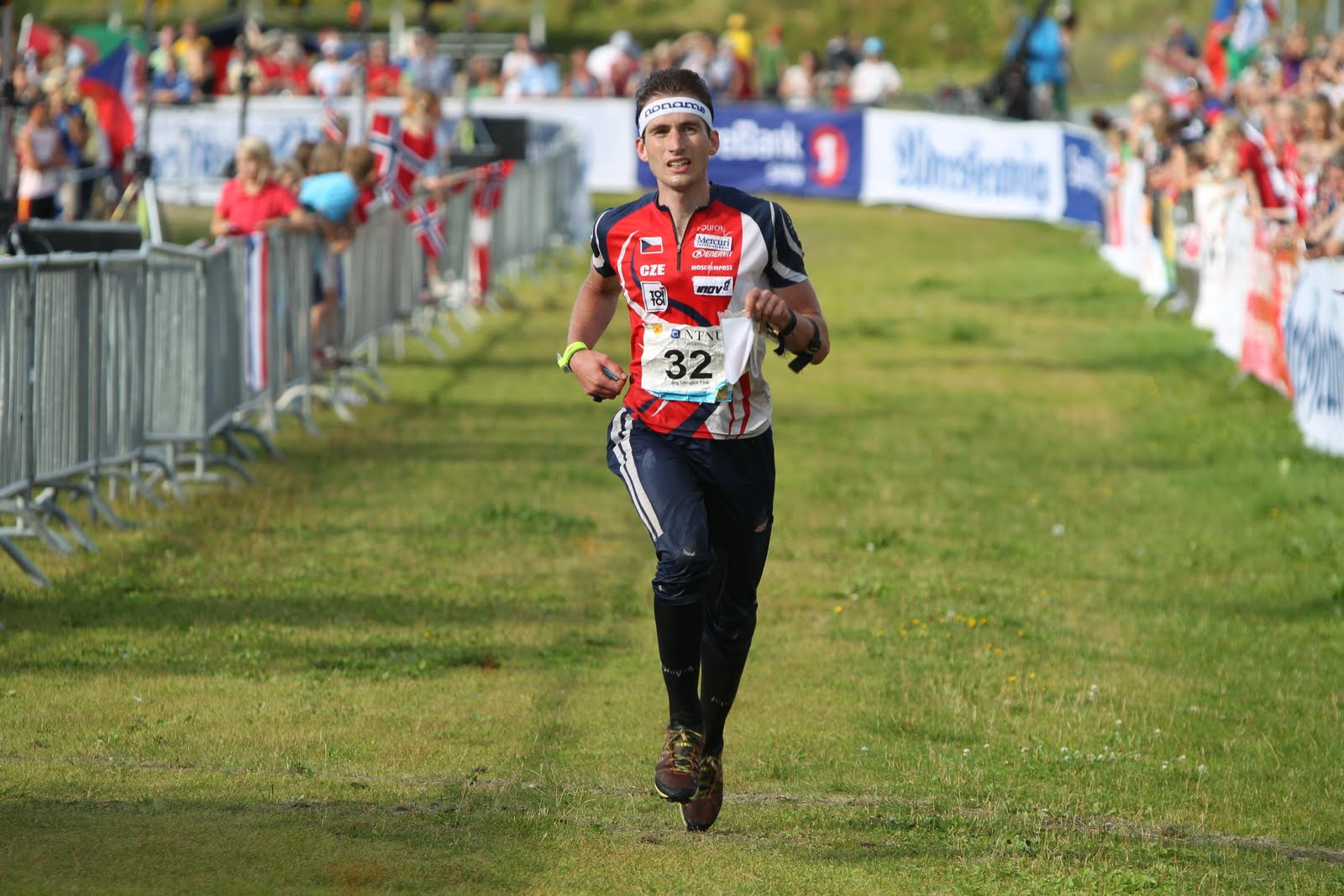
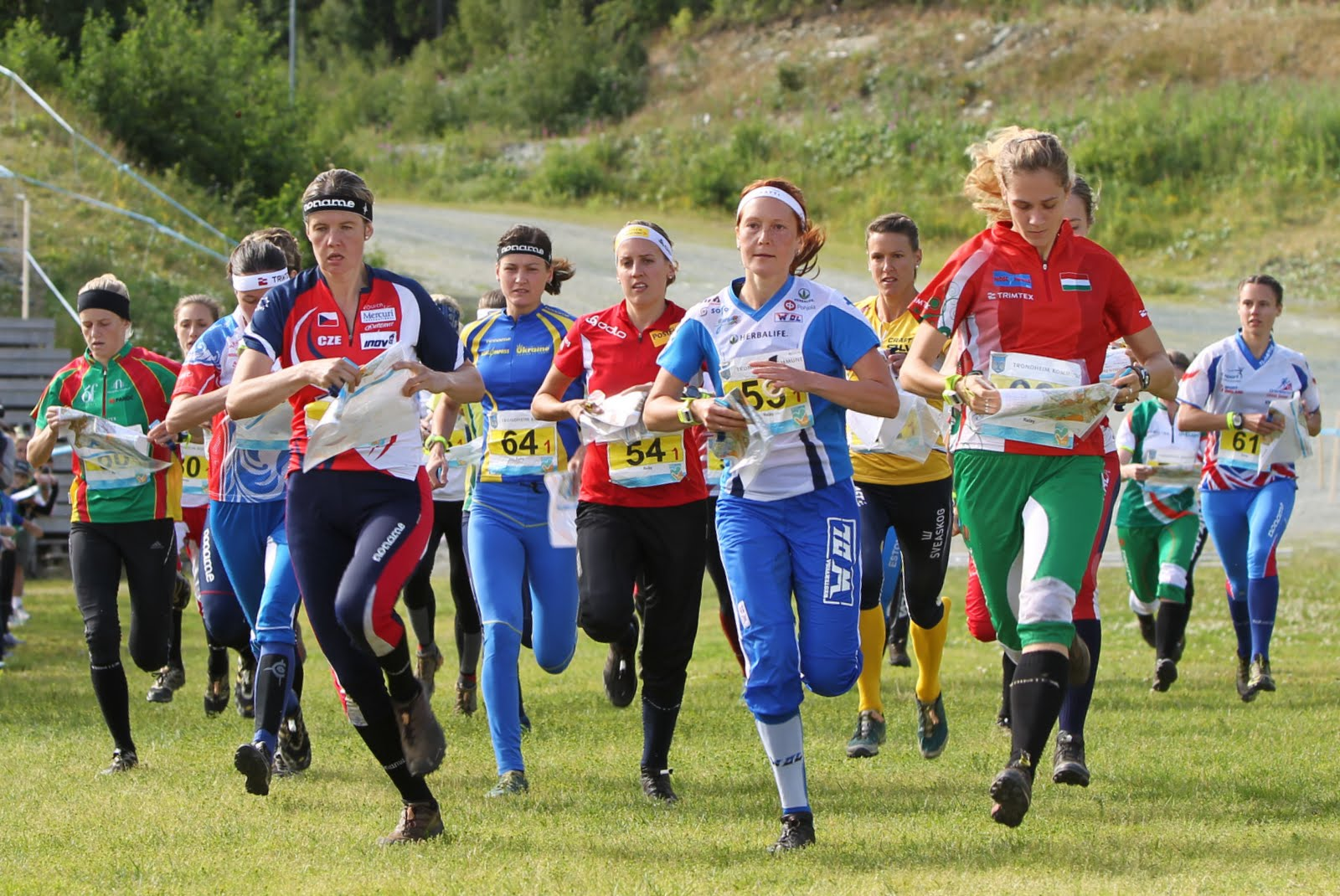
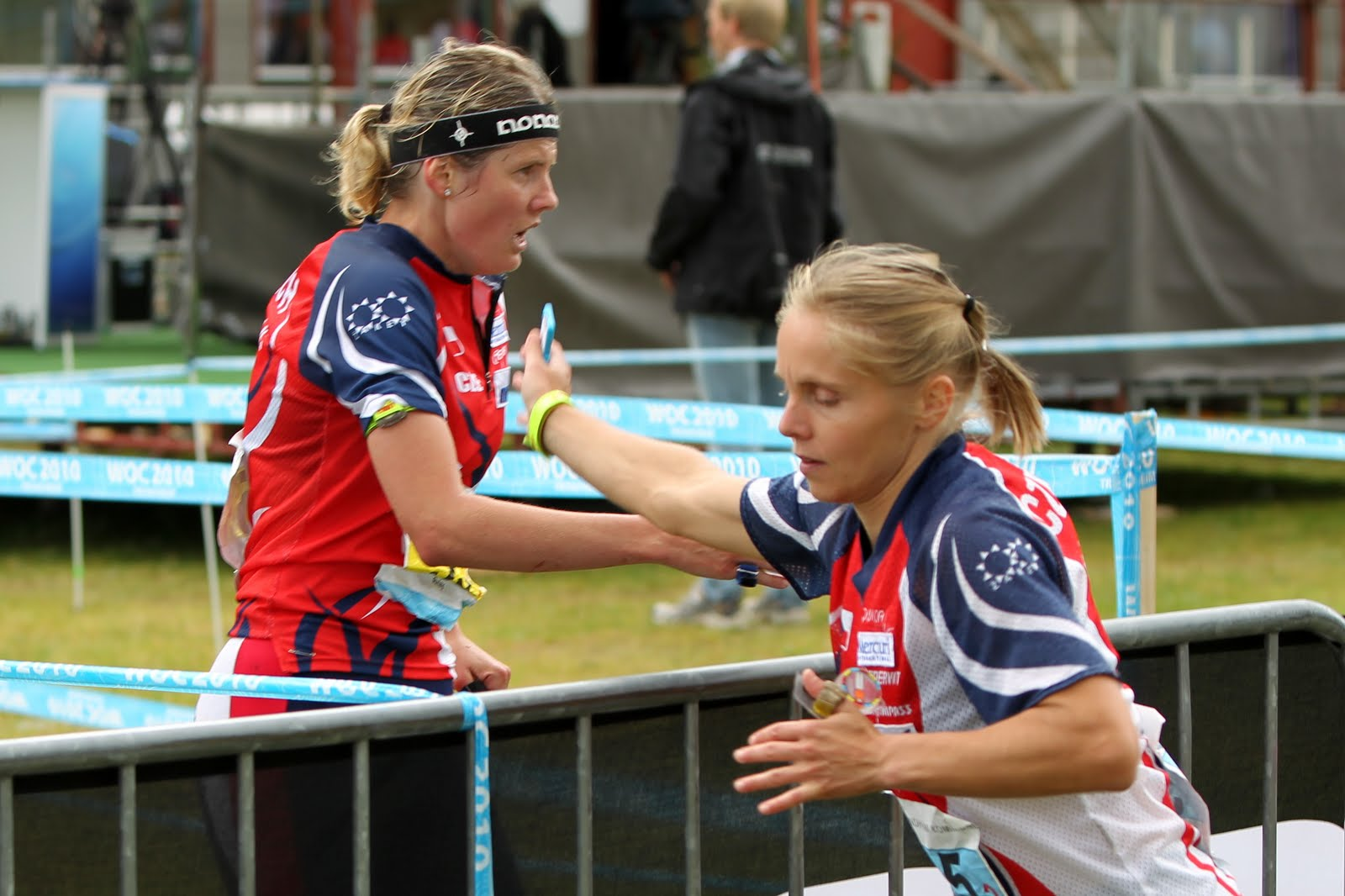
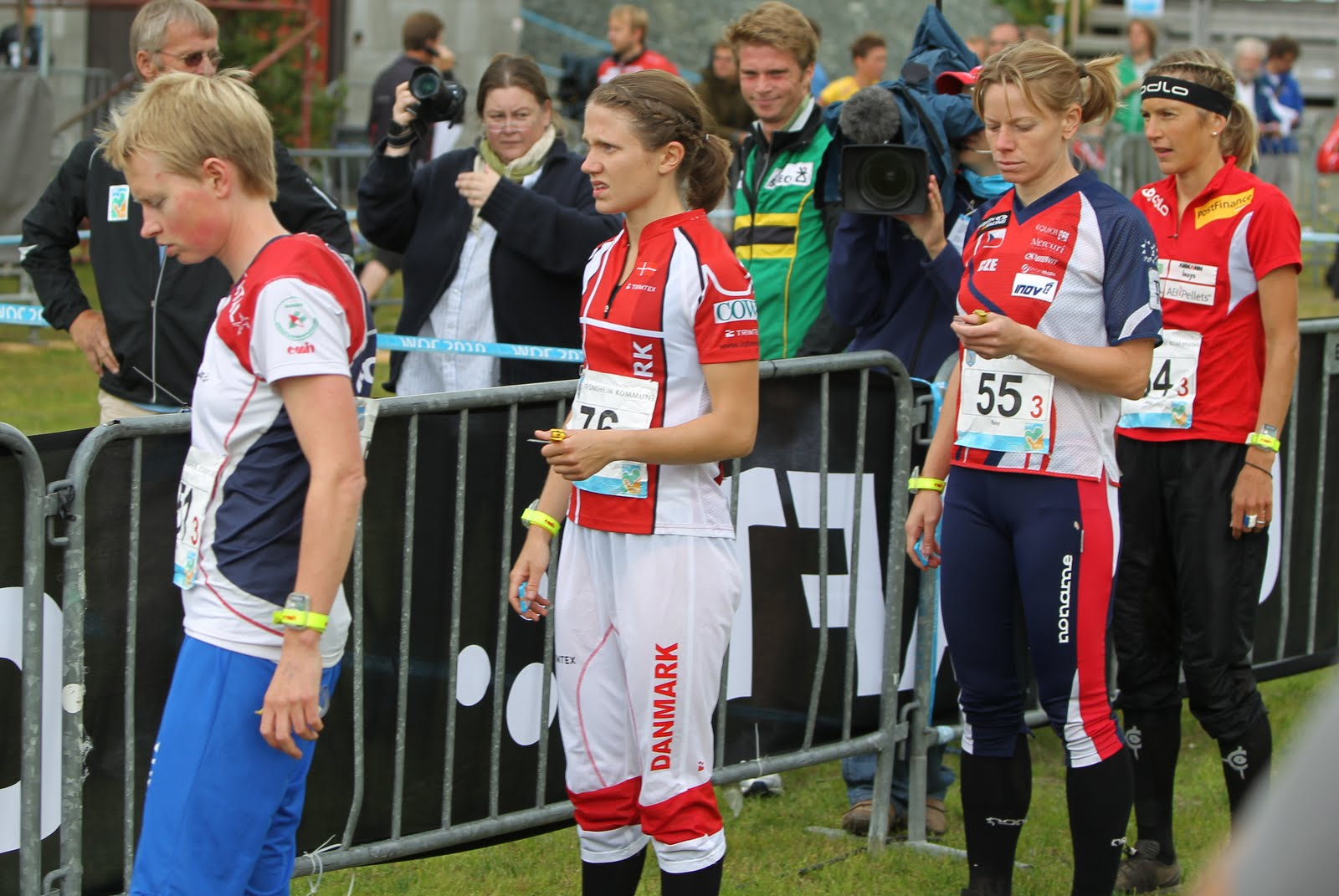
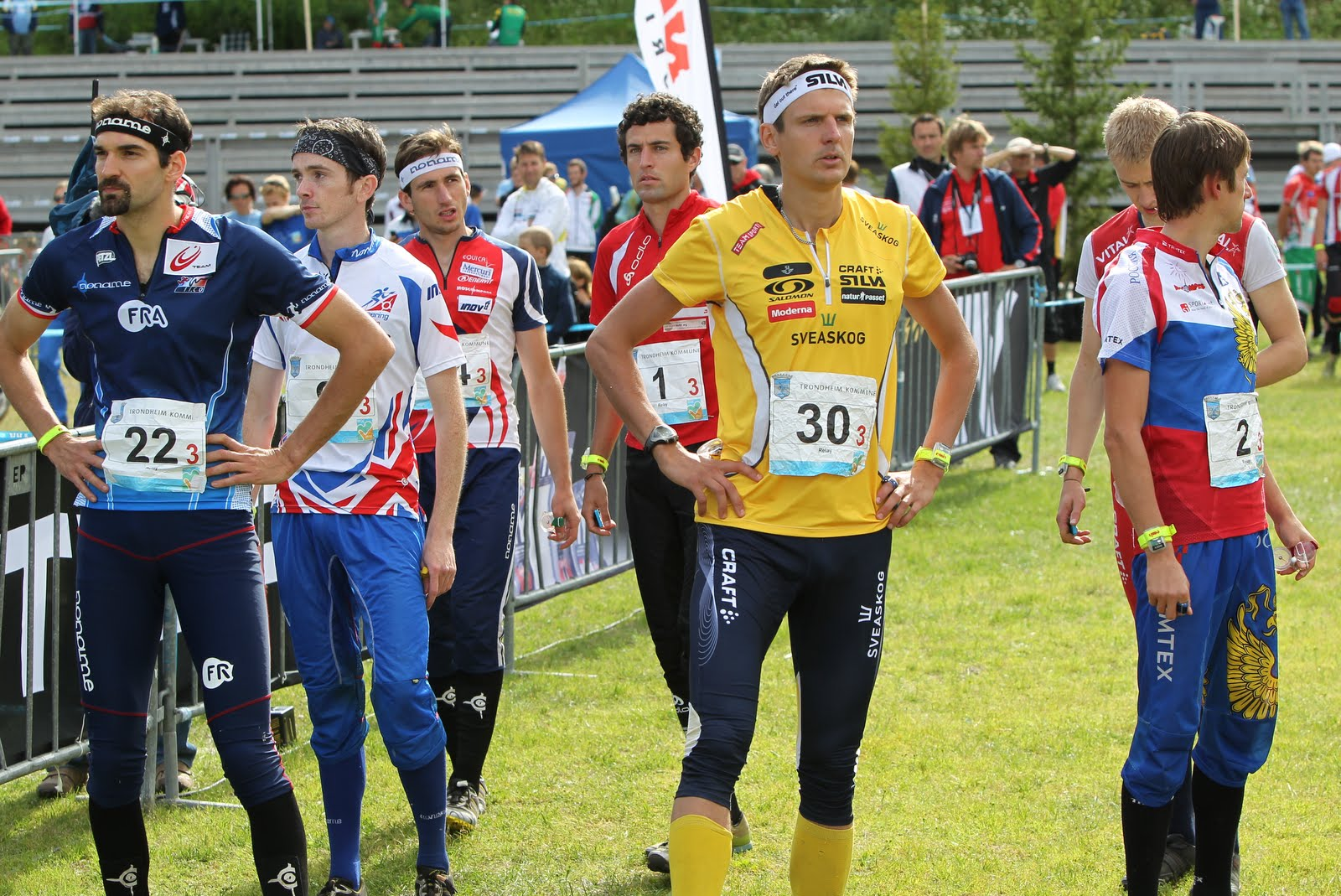
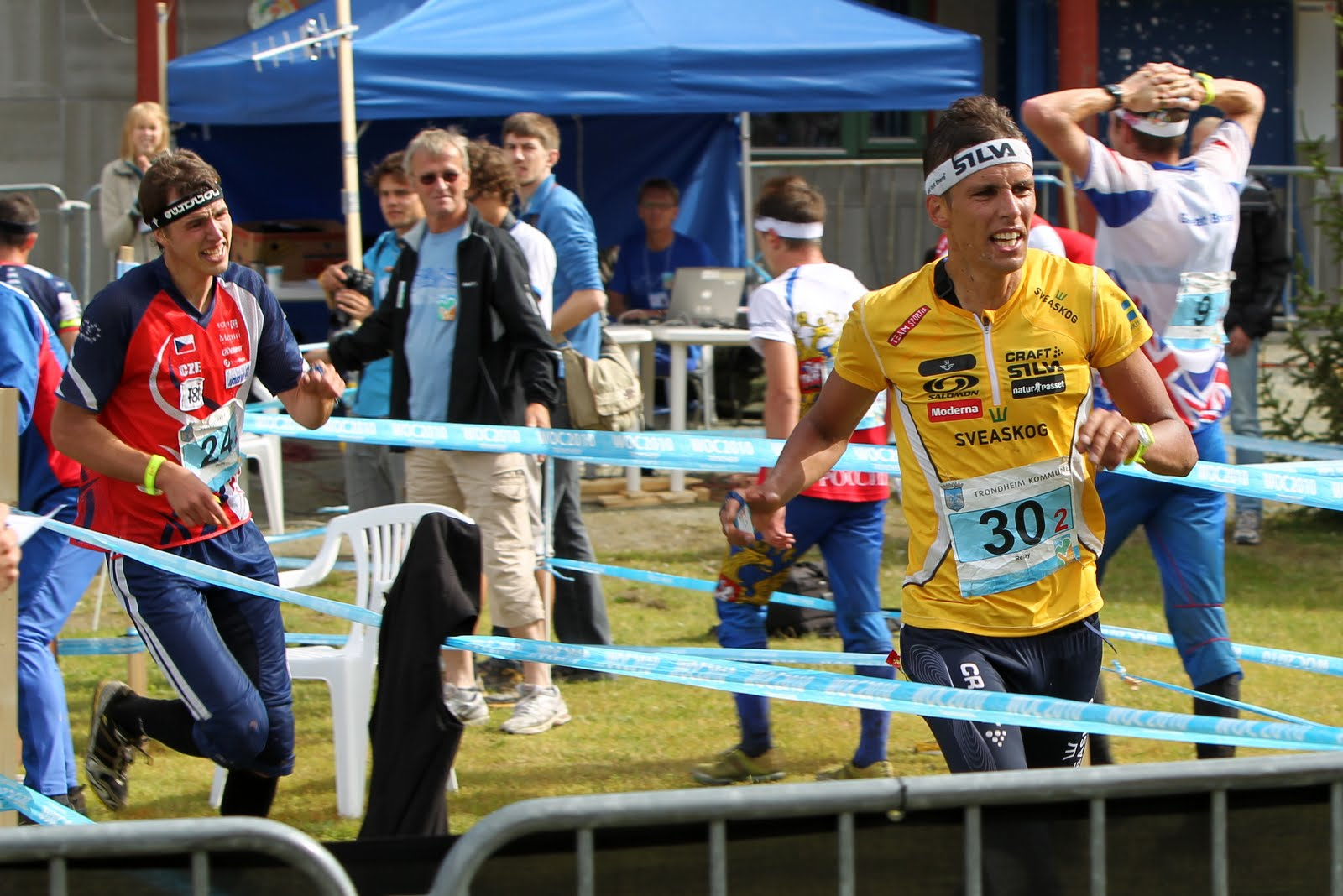
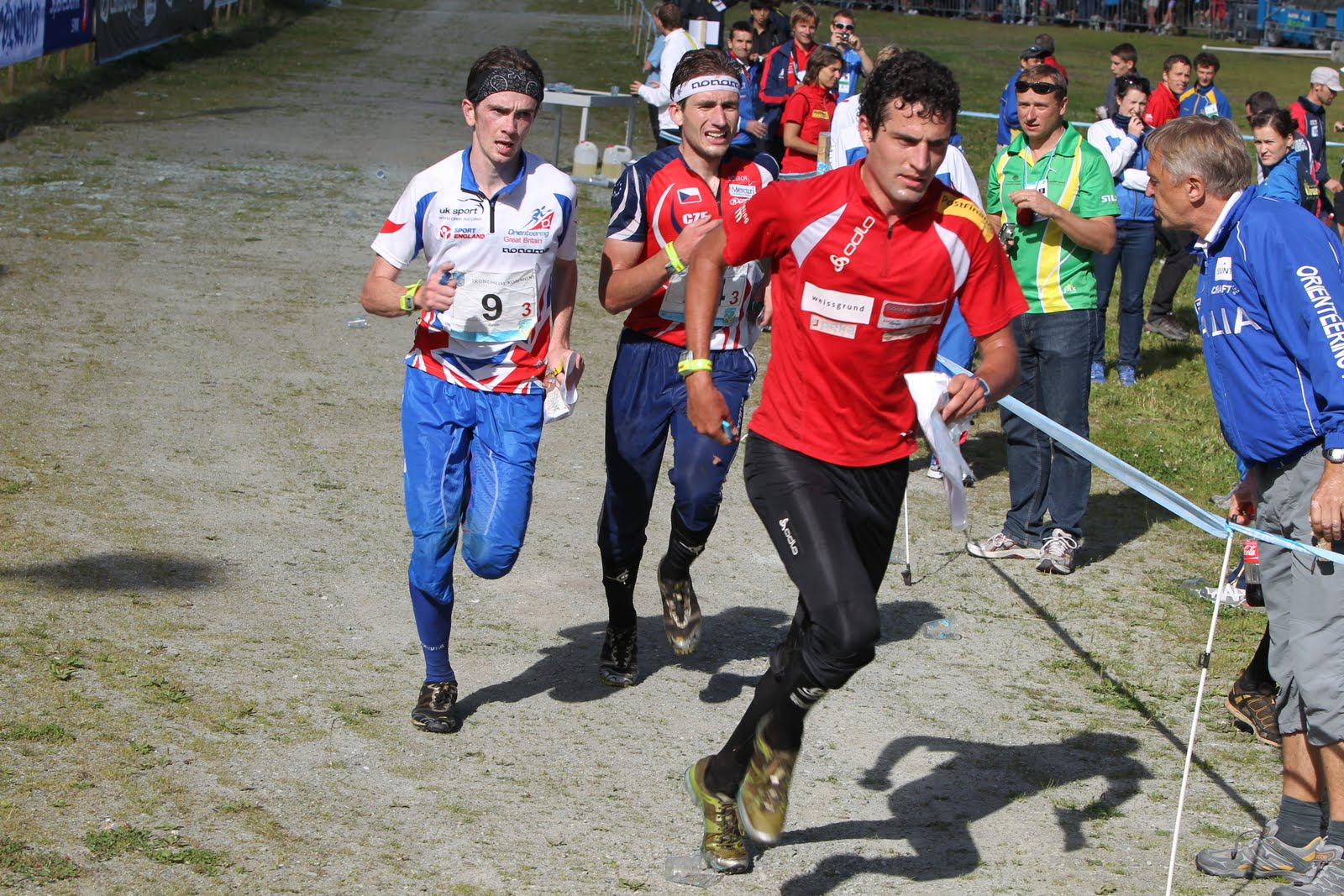

## Medailová klasifikace podle zemí
Úplná medailová tabulka:
| Medailová klasifikace podle zemí | Medailová klasifikace podle zemí | Medailová klasifikace podle zemí | Medailová klasifikace podle zemí | Medailová klasifikace podle zemí | Medailová klasifikace podle zemí |
| Umístění                         | Země                             | Zlato                            | Stříbro                          | Bronz                            | Součet                           |
| -------------------------------- | -------------------------------- | -------------------------------- | -------------------------------- | -------------------------------- | -------------------------------- |
|                                  | Švýcarsko                        | 3                                | 2                                | 2                                | 7                                |
|                                  | Norsko                           | 2                                | 4                                | 2                                | 8                                |
|                                  | Finsko                           | 2                                | -                                | -                                | 2                                |
| 4.                               | Rusko                            | 1                                | -                                | -                                | 1                                |
| 5.                               | Švédsko                          | -                                | 2                                | 2                                | 4                                |
| 6.                               | Francie                          | -                                | -                                | 3                                | 3                                |